# Isopisthus parvipinnis
Isopisthus parvipinnis är en fiskart som först beskrevs av Cuvier, 1830.  Isopisthus parvipinnis ingår i släktet Isopisthus och familjen havsgösfiskar. Inga underarter finns listade i Catalogue of Life.